# Blasius Merrem
Blasius Merrem (Bréma, 1761. február 4. – Marburg, 1824. február 23.) német természettudós, zoológus, ornitológus, herpetológus és matematikus. Zoológiai szakmunkákban nevének rövidítése: „Merrem”.

## Élete
Merrem Brémában született. Tanulmányait a Göttingeni Egyetemben végezte el, Johann Friedrich Blumenbach felügyelete alatt. Már korai éveiben érdekelte Merremet a zoológia, azon belül pedig az ornitológia. 1804-ben a Marburgi Egyetem politikai közgazdaság és a botanikai professzora lett.

## Munkássága
Merrem legfőbb munkája az ornitológia terén talán az volt, hogy szétválasztotta a futómadár-szabásúakat, azaz a lapos szegycsontúakat az újmadárszabásúaktól vagyis a tarajos szegycsontúaktól. Ezt a munkáját 1816-ban, Berlinben adta ki, a „Tentamen Systematis Naturalis Avium” című művében (Abhandlugen Akad. Wiss. Berlin 1812–1813: Phys. Kl.).
1820-ban a „Versuch eines Systems der Amphibien” című könyvében, ő volt az első természettudós, aki pontosan szétválasztotta a hüllőket a kétéltűektől, a krokodilokat a gyíkoktól, továbbá a gyíkokat és kígyókat közös rendbe sorolta be. Ebben az évben a Leopoldina Német Természettudományos Akadémia tagjává választották.

## Legfőbb írásai
- De animalibus Scythicis apud Plinium (1781)
- Vermischte Abhandlungen aus der Tiergeschichte (1781)
- Beiträge zur besondere Geschichte der Vögel gesammelt (1784–1786)
- Avium rariorum et minus cognitarum icones et descriptiones (1786)
- Beitraege zur Naturgeschichte (1790–1821)
- Reise nach Paris im August und September, 1798 (1800)
- Index plantarum horti academici Marburgensis (1807)
- Handbuch der Pflanzenkunde nach dem Linneischen System (1809)
- Tentamen Systematis Naturalis Avium (1816)
- Versuch eines Systems der Amphibien (1820)

## Blasius Merrem által alkotott és/vagy megnevezett taxonok
Az alábbi linkben megnézhető Blasius Merrem taxonjainak egy része.

## Fordítás
- Ez a szócikk részben vagy egészben  a   Blasius Merrem című angol Wikipédia-szócikk ezen változatának fordításán alapul.  Az eredeti cikk szerkesztőit annak laptörténete sorolja fel. Ez a jelzés csupán a megfogalmazás eredetét és a szerzői jogokat jelzi, nem szolgál a cikkben szereplő információk forrásmegjelöléseként.